# Hyphedyle
Hyphedyle là một chi bướm đêm thuộc họ Geometridae.

## Các loài
- Hyphedyle rubedinaria (Walker, 1862)